# Val de Virvée
Val de Virvée ist eine französische Gemeinde im Département Gironde in der Region Nouvelle-Aquitaine (vor 2016: Aquitanien) mit 3.744 Einwohnern (Stand: 1. Januar 2022). Die Gemeinde gehört zum Arrondissement Blaye und zum Kanton Le Nord-Gironde.
Zum 1. Januar 2016 entstand Val de Virvée als Commune nouvelle durch den Zusammenschluss der bis dahin eigenständigen Gemeinden Aubie-et-Espessas, Saint-Antoine und Salignac.

## Gliederung
| Ortsteil                              | ehemaliger INSEE-Code | Fläche (km²) | Höhenlage (m) |      | Dichte (Einw. je km²) |
| ------------------------------------- | --------------------- | ------------ | ------------- | ---- | --------------------- |
| Aubie-et-Espessas (Verwaltungssitz)00 | 33018                 | 07,55        | 14–56         | 1344 | 0178,0                |
| Saint-Antoine                         | 33371                 | 00,20        | 36–47         | 0413 | 2065,0                |
| Salignac                              | 33495                 | 13,04        | 13–64         | 1733 | 0132,9                |

## Geografie
Val de Virvée liegt etwa 24 Kilometer nordnordöstlich von Bordeaux. Umgeben wird Val-de-Virvée von den Nachbargemeinden Gauriaguet und Marsas im Norden, Marcenais im Nordosten, Saint-Genès-de-Fronsac im Osten, Mouillac im Osten und Südosten, Vérac im Südosten, La Lande-de-Fronsac im Süden, Saint-André-de-Cubzac im Süden und Südwesten, Virsac im Westen sowie Peujard im Nordwesten.
Am Westrand der Gemeinde führt die Route nationale 10 entlang. Das Gemeindegebiet wird vom namengebenden Flüsschen Virvée durchquert.

## Sehenswürdigkeiten
Siehe auch: Liste der Monuments historiques in Val de Virvée

### Aubie-et-Espessas
- Kirche Saint-Pierre-ès-Liens in Espessas aus dem 12. Jahrhundert, seit 1925 Monument historique
- Kirche Saint-Martin in Aubie aus dem Jahre 1272
- Schloss Buffaud

### Saint-Antoine
- Kirche Saint-Antoine

### Salignac
- Kirche Saint-Pierre

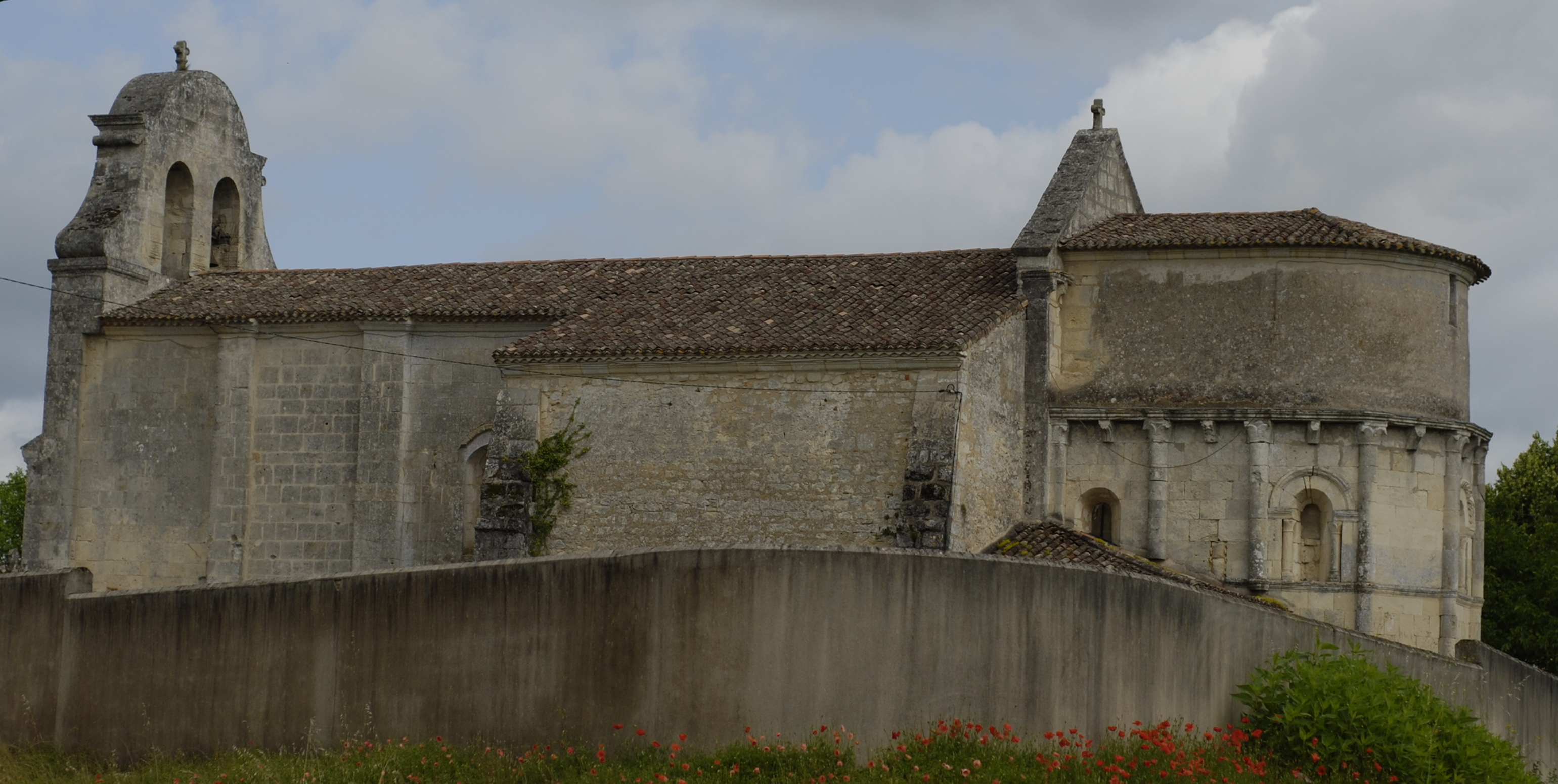
Kirche Saint-Pierre-ès-Liens
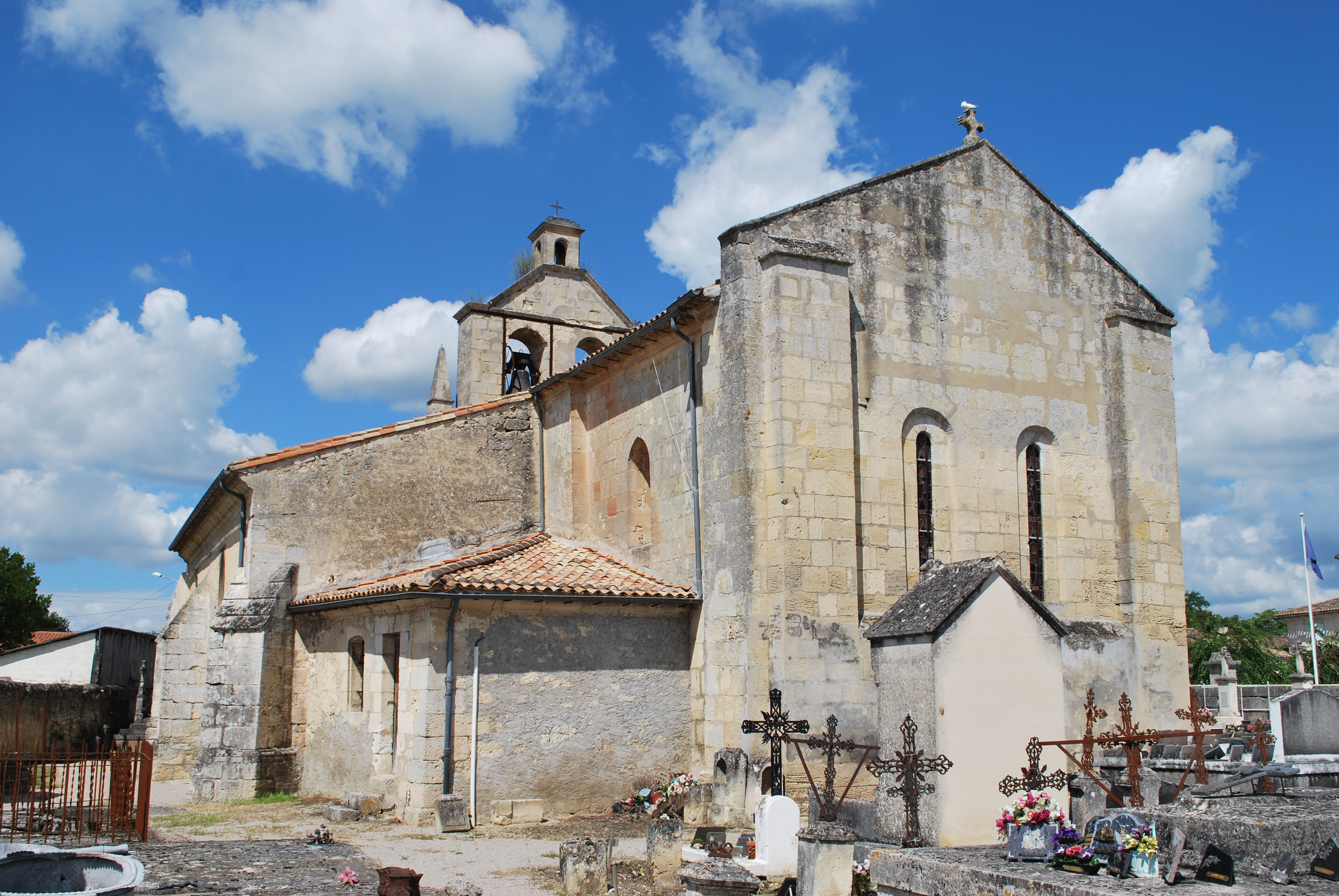
Kirche Saint-Martin
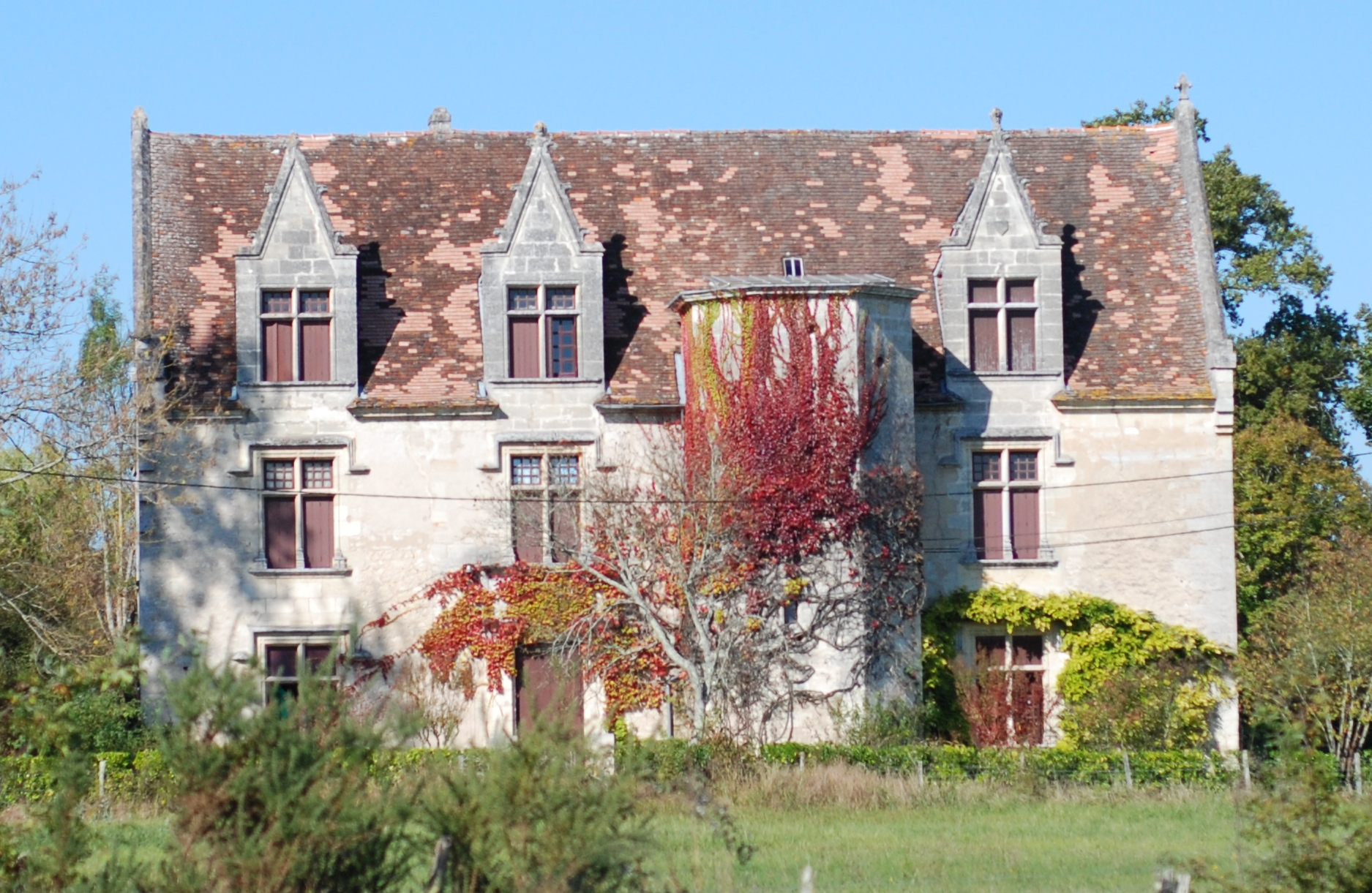
Schloss Buffaud
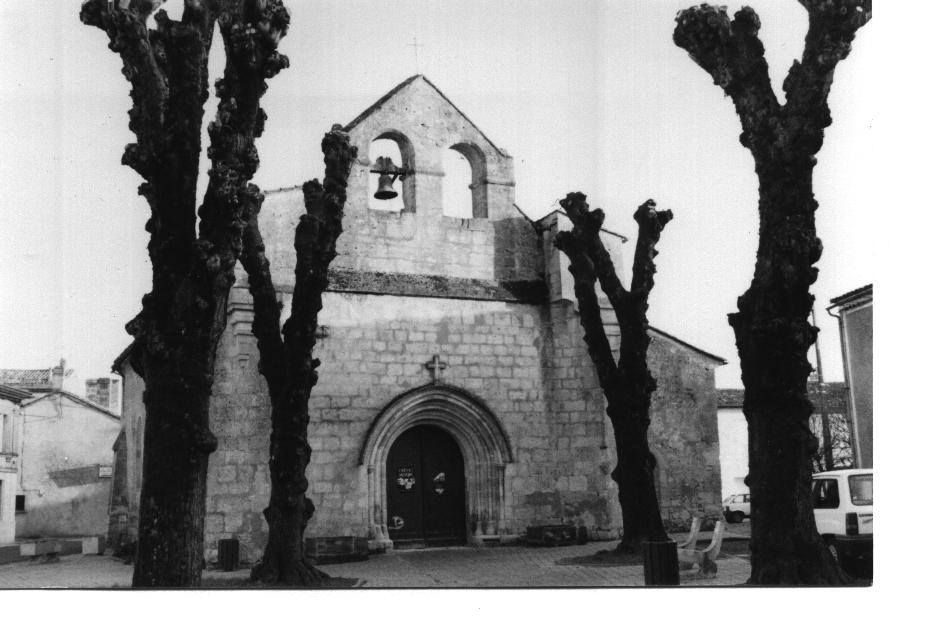
Kirche Saint-Antoine
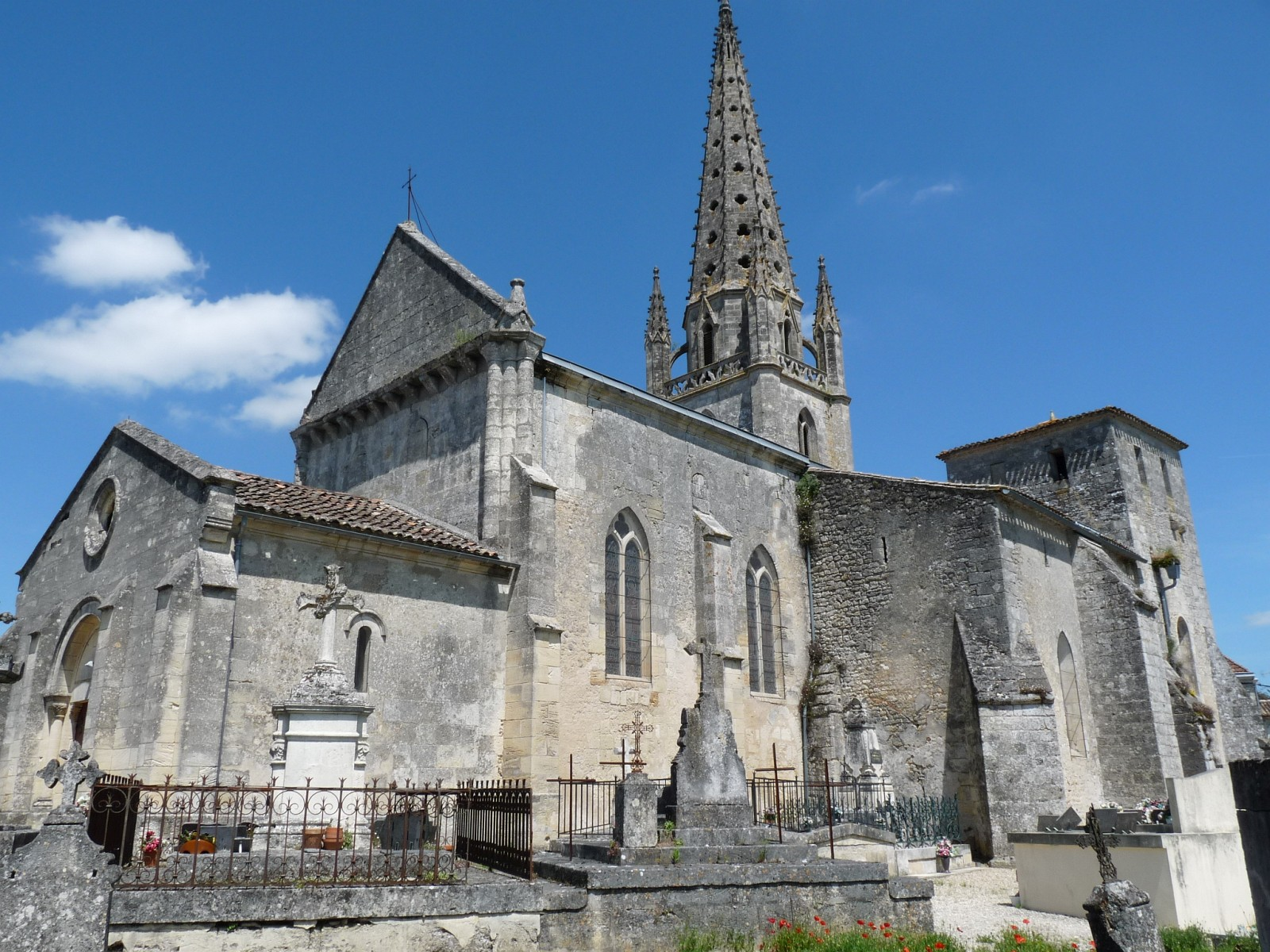
Kirche Saint-Pierre